# Dubova (Kraseatîci), Poliske
Dubova (în ucraineană Дубова) este un sat în comuna Kraseatîci din raionul Poliske, regiunea Kiev, Ucraina.

## Demografie
Componența lingvistică a localității Dubova
     Ucraineană (95,39%)
     Rusă (4,61%)
Conform recensământului din 2001, majoritatea populației localității Dubova era vorbitoare de ucraineană (95,39%), existând în minoritate și vorbitori de rusă (4,61%).